# Heinrich Arnold Thaulow
Heinrich Arnold Thaulow, född den 10 juni 1808 i Slesvig, död den 19 augusti 1894 i Modum, var en norsk balneolog, bror till Moritz Christian Julius och Harald Conrad  Thaulow, farbror till Johan Fredrik och Fritz Thaulow.
Thaulow tog 1833 läkarexamen i Kristiania och slog sig snart därpå ned som läkare i Sandefjord. Där upprättade han 1837 den sedan så kända bad- och kuranstalten. År 1839 flyttade han till Modum, där han 1849-76 var distriktsläkare, och anlade 1857 "S:t Olafs bad", som han förestod till sin död. År 1875 blev han ensamägare också av Sandefjord badanstalt, som han ständigt utvidgade och förbättrade. Thaulow var på den balneologiska och klimatologiska terapins område en föregångsman i Norge. Erfarenheterna från sin praktik som badläkare nedlade han i en rad värdefulla avhandlingar.